# 千葉大学工業短期大学部
千葉大学工業短期大学部（ちばだいがくこうぎょうたんきだいがくぶ、英語: Junior College of Engineering,Chiba University）は、千葉県千葉市弥生町1-33に本部を置いていた日本の国立大学である。1952年に設置され、1979年に廃止された。大学の略称は千大工短。

## 概要

### 大学全体
- 千葉県千葉市[注 1]に所在した日本の国立短期大学で、併設元は千葉大学[1]工学部。
- 1952年に松戸市にて開学[2]。当初は 2 学科のみだったが、順次学科の増設が行われ最多で 7 学科と国立の工科系では全国で最も学科の多い短期大学となっていた。
- 1975年度の入学生を最後に[注釈 3]、1979年に短期大学としての使命を終える[4]。

### 教育および研究
- 千葉大学工業短期大学部は工科系の学科が置かれていたが、そのなかに木材工芸と工業意匠といった芸術系の要素を交えた専門学科も設置されていた。

### 学風および特色
- 千葉大学工業短期大学部は、勤労の傍らで勉学に励む人々に対して教育を開放することのねらいから夜間部のみが設置されていた[5]。

## 沿革
- 1952年
  - 4月1日 左記を以て文部省[注 2]より短期大学の設置が認可される[6]。
  - 同 千葉大学工業短期大学部が以下の学科体制にて開学する[7]。
    - 印刷科第二部 入学定員30名
    - 写真科第二部 入学定員30名
- 1957年
  - 4月1日 以下の学科を増設する[8]。
    - 木材工芸科第二部 入学定員30名[9]
- 1959年
  - 4月1日 以下の学科を増設する[10]。
    - 工業意匠学科第二部 入学定員40名[11]
- 1960年
  - 2月10日 教職課程の設置が認められる[12]。
- 1965年
  - 4月1日 以下の学科を増設する[13]
    - 機械科第二部 入学定員40名
    - 電気科第二部 入学定員40名

  - 同 これ以前にキャンパスを松戸市から千葉市に移転されている[注 3]。
- 1966年
  - 4月1日 以下の学科を増設する[15]。
    - 工業化学科第二部 入学定員40名
- 1969年
  - 4月1日 学科名の変更あり[16]。
    - 印刷科第二部→印刷工学科第二部
    - 写真科第二部→写真工学科第二部
    - 機械科第二部→機械工学科第二部
    - 電気科第二部→電気工学科第二部
- 1975年
  - 4月1日 この年度で学生募集を最終とする[注釈 3]
- 1979年
  - 3月31日 左記をもって正式に廃止とする[4]。

## 基礎データ

### 所在地
- 千葉県千葉市弥生町1-33[注釈 1]

### 年度別学生数[注 4]
| -        | 印刷工学科 | 写真工学科 | 木材工芸科 | 工業意匠学科 | 機械工学科 | 電気工学科 | 工業化学科 | 出典   |
| -------- | ---------- | ---------- | ---------- | ------------ | ---------- | ---------- | ---------- | ------ |
| 入学定員 | 30         | 30         | 30         | 40           | 40         | 40         | 40         | -      |
| 総定員   | 90         | 90         | 90         | 120          | 120        | 120        | 120        | -      |
| 1954年   | 男80       | 男83 女1   | -          | -            | -          | -          | -          | [ 17 ] |
| 1958年   | 男90       | 男94 女1   | 男62 女1   | -            | -          | -          | -          | [ 18 ] |
| 1959年   | 男90 女1   | 男91 女1   | 男90 女1   | 男30 女3     | -          | -          | -          | [ 19 ] |
| 1960年   | 男91 女1   | 男93 女2   | 男39 女2   | 男59 女8     | -          | -          | -          | [ 20 ] |
| 1961年   | 男95 女2   | 男94 女3   | 男92 女1   | 男87 女14    | -          | -          | -          | [ 21 ] |
| 1962年   | 男84 女3   | 男95 女3   | 男90       | 男83 女14    | -          | -          | -          | [ 22 ] |
| 1963年   | 男90 女2   | 男90 女3   | 男87 女2   | 男92 女11    | -          | -          | -          | [ 23 ] |
| 1964年   | 男86 女1   | 男86 女1   | 男82 女2   | 男106 女6    | -          | -          | -          | [ 24 ] |
| 1965年   | 男92       | 男81 女2   | 男83 女5   | 男117 女9    | 男28       | 男9        | -          | [ 25 ] |
| 1966年   | 男89       | 男85 女1   | 男84 女5   | 男111 女19   | 男67       | 男64 女1   | 男84 女2   | [ 26 ] |
| 1967年   | 男88       | 男88 女3   | 男88 女6   | 男101 女24   | 男99       | 男98 女1   | 男63 女6   | [ 27 ] |
| 1968年   | 男35       | 男85 女5   | 男85 女9   | 男80 女7     | 男107      | 男102 女1  | 男102 女26 | [ 28 ] |
| 1970年   | 男90       | 男83 女7   | 男86 女8   | 男110 女18   | 男115      | 男113      | 男82 女2   | [ 29 ] |
| 1971年   | 男78 女4   | 男82 女4   | 男85 女5   | 男103 女17   | 男123      | 男102      | 男82 女1   | [ 30 ] |
| 1972年   | 男67 女4   | 男79 女5   | 男90 女9   | 男107 女11   | 男124      | 男91 女1   | 男83 女3   | [ 31 ] |
| 1973年   | 男71 女4   | 男70 女3   | 男90 女10  | 男107 女10   | 男112      | 男88 女1   | 男89 女5   | [ 32 ] |
| 1975年   | 男79 女1   | 男75 女1   | 男92 女8   | 男94 女12    | 男91       | 男89       | 男93 女3   | [ 33 ] |
| 1976年   | 男50 女1   | 男53 女1   | 男64 女7   | 男58 女9     | 男67       | 男59       | 男66 女3   | [ 34 ] |
| 1977年   | 男23 女1   | 男30       | 男30 女3   | 男38 女4     | 男38       | 男33       | 男31 女2   | [ 35 ] |
| 1978年   | 男1        | 男4        | 男1        | 男6          | -          | 男1        | -          | [ 36 ] |

### 象徴
- カレッジマークは、千葉大学とおなじものを使用[37]。

## 教育および研究

### 組織

#### 学科[注 5]
- 印刷工学科第二部 入学定員30名
- 写真工学科第二部 入学定員30名
- 木材工芸科第二部 入学定員30名
- 工業意匠学科第二部 入学定員40名
- 機械工学科第二部 入学定員40名
- 電気工学科第二部 入学定員40名
- 工業化学科第二部 入学定員40名

#### 専攻科
- なし

#### 別科
- なし

#### 取得資格について
- 教職課程として中学校教諭二級免許状（美術）が木材工芸科・工業意匠学科の学生を対象に設置されていた。これは、全国の国立短大では唯一だった[37]。

### 研究
- 『千葉大学工業短期大学部研究報告』[注釈 2]

## 大学関係者と組織

### 大学関係者一覧
歴代学長
- 小林政一
- 香月秀雄
- 相磯和嘉

## 施設

### キャンパス
- 設備：千葉大学工学部とキャンパスを共同使用していた。

## 卒業後の進路について

### 就職について
- 官公庁・重工業・新聞社など各業界における中堅技術者として活躍する人材を輩出している[37]。

### 編入学･進学実績
- 千葉大学工学部への編入学制度があった[37]。

## 主な出来事
- 1970年3月17日、入学試験が行われていた千葉県立体育館に革マル派などの活動家約60人が押しかけてビラを撒くなど抗議活動を行い、学校職員にけがを負わせて1人が逮捕された。抗議は受験生に自衛官が1人いたことに対するもの[40]。